# الجدول الزمني لشاومي
هذا جدول زمني لشركة شاومي, وهي شركة إلكترونيات وبرمجيات في الصين, ومصنع وموزع للهواتف المحمولة والهواتف الذكية.

## الجدول الزمني الكامل
| السنة | الشهر والتاريخ | نوع الحدث | تفاصيل |
| ----- | -------------- | --------- | --- |
| 2010  | نيسان 6        | شركة      | تم تأسيس شاومي بواسطة ثمانية شركاء. |
| 2010  | آب 16          | منتج      | أطلقت شاومي رسميًا أول برنامج ثابت قائم على نظام أندرويد, والمعروف باسم إم آي يوه آي. |
| 2010  | كانون الأول    | تمويل     | جمعت شاومي تمويلًا قدره 41 مليون دولار من جولتها الأولى. |
| 2011  | آب             | منتج      | تم الإعلان عن الهاتف الذكي شاومي Mi1. يتم توفيره مع البرامج الثابتة MIUI من شاومي, استنادًا إلى أندرويد, ويشبه كل من TouchWiz من Samsung و آي أو إس.                                                                 |
| 2011  | كانون الأول    | تمويل     | جمعت شاومي تمويلًا قدره 90 مليون دولار من جولتها الثانية. |
| 2012  | حزيران         | تمويل     | جمعت شاومي تمويلًا بقيمة 216 مليون دولار من جولتها الثالثة. |
| 2012  | آب             | منتج      | أعلنت شركة شاومي عن هاتف شاومي Mi2 الذكي. الهاتف هو أول هاتف يتم تشغيله بواسطة Qualcomm's Snapdragon S4 Pro APQ8064, شريحة Krait رباعية النوى 1.5 جيجاهرتز مع 2 جيجابايت من ذاكرة الوصول العشوائي و Adreno 320 GPU. |
| 2013  | أيلول          | منتج      | أعلنت شركة شاومي عن هاتف Mi3, بإصدار واحد مدعوم بمعالج Snapdragon 800 (MSM8974AB) وإصدار آخر بواسطة مجموعة شرائح Tegra 4 من NVIDIA.                                                                                 |
| 2013  | أيلول 25       | شركة      | أعلنت شركة شاومي عن خططها لافتتاح أول مركز خدمة لها في بكين. |
| 2014  | شباط           | دولي      | أعلنت شاومي عن توسعها خارج الصين, مع محطتها الأولى في سنغافورة. |
| 2014  | آذار 17        | منتج      | أعلنت شركة شاومي عن فابلت RedMi Note (المعروف باسم HongMi Note في بعض الأسواق الآسيوية). يحتوي RedMi Note على شاشة عالية الدقة مقاس 5.5 بوصة بتقنية OGS ومعالج ثماني النواة من ميديا تيك.                           |
| 2014  | نيسان          | شركة      | إشترت شاومي مجال الإنترنت Mi.com مقابل 3.6 مليون دولار أمريكي, وهو أغلى اسم نطاق تم شراؤه في الصين, ليحل محله شاومي.com كمجال شاومي الرسمي.                                                                         |
| 2014  | آب             | منتج      | أطلقت شاومي هاتف شاومي Mi 4i. |
| 2014  | تشرين الثاني   | منتج      | أعلنت شركة شاومي أنها ستستثمر مليار دولار أمريكي في بناء محتوى تلفزيوني. |
| 2014  | كانون الأول    | تمويل     | أكملت شاومي جولة من تمويل الأسهم بقيادة صندوق التكنولوجيا All-Stars Investment Limited ومقره هونج كونج, وهو صندوق يديره المحلل السابق في مورغان ستانلي Richard Ji, raising over 1 مليار أمريكي                      |
| 2015  | آذار           | منتج      | أعلنت شركة شاومي أنها ستبدأ في بيع كاميرا Yi. |
| 2015  | نيسان          | دولي      | توسعت شاومي في الهند, معلنة أنها ستوفر أجهزتها Mi من خلال اثنين من مواقع التجارة الإلكترونية الرئيسية في الهند, ومن خلال تجار التجزئة غير المتصلين بالإنترنت لأول مرة.                                              |
| 2015  | حزيران 30      | دولي      | أعلنت شركة شاومي عن توسعها في البرازيل بإطلاق ريدمي 2 محلي الصنع, وهي المرة الأولى التي تبيع فيها الشركة هاتفًا ذكيًا خارج آسيا أو تقوم بتجميع واحد خارج الصين.                                                       |
| 2016  | آذار 3         | منتج      | أطلقت شاومي Redmi Note 3 Pro في الهند. أول هاتف ذكي يعمل بنظام كوالكوم معالج سناب دراغون 650 . |
| 2016  | شباط 26        | منتج      | أطلقت شاومي هاتف Mi5 مع Qualcomm Snapdragon 820. |
| 2016  | أيار 10        | منتج      | أطلقت شاومي هاتف Mi Max بمعالجQualcomm Snapdragon 650/652. |
| 2016  | تشرين الأول 26 | منتج      | أطلقت شاومي هاتف Mi MIX بمعالج Qualcomm Snapdragon 821. |
| 2017  | نيسان 19       | منتج      | أطلقت شاومي هاتف Mi6 بمعالج Qualcomm Snapdragon 835 متضمنًا أحدث MIUI 9. |

## روابط خارجية
- Mi.com - الموقع الرسمي